# Welcome to Hollywood
Pour plus de détails, voir Fiche technique et Distribution.
Welcome to Hollywood est un film américain réalisé par Tony Markes et Adam Rifkin, sorti en 1998.

## Synopsis
Un réalisateur décide de prendre en main la carrière d'un jeune acteur.

## Fiche technique
- Titre original : Welcome to Hollywood
- Réalisation : Tony Markes, Adam Rifkin
- Scénario : Shawn Ryan et Tony Markes
- Histoire : Tony Markes, Adam Rifkin et Shawn Ryan
- Maquillage : Kathleen Beaton, Katrina Chevalier, Kathy Doss, Jeannia Robinetti (key makeup artist)
- Directeur de la photographie : Rob Bennett, Nick Mendoza, Kramer Morgenthau, Howard Wexler
- Montage : Jane Kurson (en), Joy Zimmerman (co-editor)
- Musique : Justin Reinhardt
- Production : 
  - Producteur : Tony Markes, Zachary Matz
  - Producteur exécutive : Jim Lampley, Bradford L. Schlei, Bree Walker
  - Producteur associée : Caradoc Ehrenhalt, Oscar Gubernati, Barry Marder
  - Coproducteur : Stephen A. Ricci
- Société(s) de production : Crystal Spring Productions, Stone Canyon Entertainment, Filmsmith Productions, Blump International Films
- Pays de production :  États-Unis
- Année : 1998
- Langue : anglais
- Format : couleur – 35 mm – stéréo
- Genre : comédie
- Durée : 89 minutes
- Dates de sortie : 
  - États-Unis : 27 octobre 1998 (Los Angeles, Californie)
  - France : nc

## Distribution
- Jane Jenkins : Directrice casting
- David Andriole : David Lake
- Scott Wolf : Acteur
- Tony Markes : Anton Markwell
- Angie Everhart : Elle-même
- Allison Anders : Elle-même
- Tom Arnold : Lui-même
- Sandra Bullock : Elle-même
- Glenn Close : Elle-même
- Wes Craven : Lui-même
- Cameron Crowe : Lui-même
- Roger Ebert : Lui-même
- Carmen Electra : Elle-même
- Laurence Fishburne : Lui-même
- Peter Fonda : Lui-même
- Jeff Goldblum : Lui-même
- Cuba Gooding Jr. : Lui-même
- Woody Harrelson : Lui-même
- David Hasselhoff : Lui-même
- Salma Hayek : Elle-même
- Dennis Hopper : Lui-même
- Ron Howard : Lui-même
- Mike Leigh : Lui-même
- Matthew McConaughey : Lui-même
- Ewan McGregor : Lui-même
- Anthony Minghella : Lui-même
- Julianne Moore : Elle-même
- Joel Schumacher : Lui-même
- Ron Shelton : Lui-même
- Mira Sorvino : Elle-même
- John Travolta : Lui-même
- John Waters : Lui-même
- Irwin Winkler : Lui-même
- Adam Rifkin : Lui-même
- Halle Berry : Elle-même
- Peter Facinelli : Un acteur

## Distinctions

### Nominations
- DVD Exclusive Awards 2001 : Video Premiere Award du meilleur scénario pour Tony Markes et Adam Rifkin
- Golden Trailer Awards 2001 : Golden Trailer du meilleur documentaire